# Mont du Nivolet
Le mont du Nivolet est une montagne du massif des Bauges qui domine Chambéry, dans le département de la Savoie.
Son pic principal, à une altitude de 1 545 m, est flanqué de la croix du Nivolet.

## Toponymie
Nivolet provient du latin nebolatus ou nebulatus signifiant « nébuleux », forme adjective de « nuage » qui a donné le mot niole en savoyard. Un proverbe affirme d'ailleurs que « quand le Nivolet met son bonnet de nuit, Chambéry prend son parapluie ».

### Liens externes

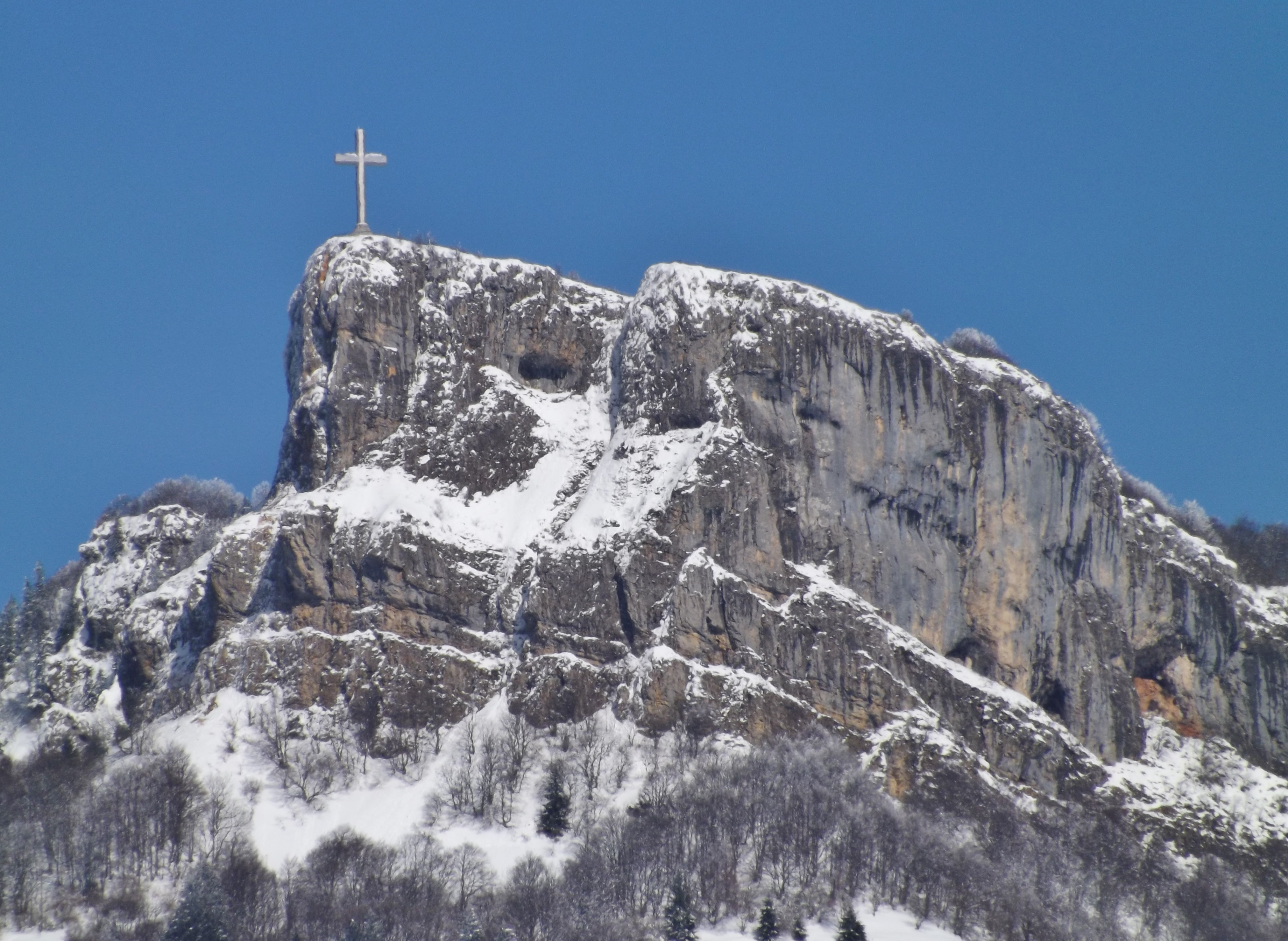
Le mont du Nivolet et la croix du Nivolet en hiver.